# Wybuch (film)
Wybuch – amerykański thriller z 1981 roku. Inspiracjami do powstania filmu były: Powiększenie Antonioniego i Rozmowa Coppoli.

## Główne role
- John Travolta – Jack
- Nancy Allen – Sally Bedina
- John Lithgow – Burke